# ガイウス・クルティウス・ピロ
ガイウス (もしくはアグリッパ) ・クルティウス・ピロ (もしくはキロ) （ラテン語: Gaius (or Agripp.) Curtius Philo (or Chilo)、生没年不詳）は共和政ローマの政治家・軍人。紀元前445年に執政官を務めた。

## 経歴
紀元前445年、ピロはマルクス・ゲヌキウス・アウグリヌスと共に執政官に選出された。この年ローマでは、護民官の1人ガイウス・カヌレイウスがパトリキとプレブスの通婚を可能とする法案 (カヌレイウス法) を提出、残った9人の護民官も、執政官を身分に関わらず選べるようにする法案を提出していた。更に周辺の状況も、アリキアとアルデアとの紛争仲裁を依頼されたローマが昨年 (フススとバルバトゥスIIIIの年) 見せた卑劣な振る舞いに怒ったアルデアが離反、ウェイイも不穏な動きをみせ、ウォルスキ族とアエクイ族も周辺を荒らしていた。元老院はこれらの対応に軍を動かすことで法案を葬り去ろうとしたが、カヌレイウスは強硬に反対し、人々を集めた。
両執政官は元老院で、国内がまとまらないのはパトリキの譲歩に乗じるプレブスのせいであり、パトリキが保持してきた神聖な鳥卜権の侵害と氏族瓦解まで狙っているとカヌレイウスを批判。王政時代から継承した執政官の権威の墨守を宣言した。一方人々を集めたカヌレイウスは、これまで王政ローマでは異国人が王となり、その後も移住してきたクラウディウス氏族らが執政官を務めてきた例を挙げ、パトリキとプレブスの婚姻禁止はわずか5年前に悪名高い十人委員会が決めたことであり、同じ国の市民であるプレブスを差別することは許されないと執政官側を批判。通婚権を回復し身分の壁を撤廃して市民を一体化しないのであれば、プレブスも募兵には応じないと演説した。
その後執政官がプレブスの集会に現れると、カヌレイウスは執政官を直接攻撃した。執政官は、パトリキが保持してきた鳥卜権は神聖なものであり、十人委員会が結婚を禁じたのは、鳥卜権を純血によって守るためだと答えてしまった。これはプレブスは神々に疎まれていると言ったも同然であり、怒り狂ったプレブスたちの勢いを止められず、カヌレイウス法の成立を認めることとなった。これを知ったカヌレイウス以外の護民官たちは更に攻勢に出て、拒否権を発動して執政官選出法案を通過させるよう迫った。戦争が不可避でもあり、ほぼ全ての執政官経験者が集まって対策を協議した結果、執政官職はそのままに、プレブスでも就任できるトリブヌス・ミリトゥム・コンスラリ・ポテスタテ (執政官権限を有する軍司令官、執政武官) の設立が決定され、護民官やプレブスも納得した。次の執政武官を決める選挙がピロの管理によって行われ、納得したプレブスたちは冷静に投票し、全員パトリキが選出されたという。
しかしながら翌年、ピロがこの時行った鳥卜の手続きの不備が指摘され、執政武官は辞職することとなる。